# Анархист (журнал)
«Анархи́ст» — общественно-политический журнал, орган анархо-коммунистической организации «Чёрное знамя» (Анархического крестьянского союза). Состав редакции издания был сформирован из среды «чернознаменцев», проживавших в эмиграции. Редактором журнала был Герман (Гершен) Сандомирский.

## Характеристики издания
В качестве эпиграфа издания был выбран лозунг «Высшее право есть право восстания!». Первоочередной задачей «Анархиста» было объявлено объединение «в одно стройное, неразрывно-целое дезорганизованных русских анархических групп».
Журнал издавался Германом Аскаровым (Якобсоном), выступавшим под псевдонимом Оскар Буррит. Помимо Сандомирского, в состав редакции также входили Б. Скворцов (Эйфелев), В. Отоцкий и другие деятели анархо-коммунистического движения. Всего было выпущено четыре номера: № 1 в 1907, № 2 в 1908, №№ 3 и 4 в 1909. Объём издания не был конкретно определённым и варьировался в зависимости от финансовой ситуации и типографских возможностей (№ 1 — 42 страницы, № 2 — 30, №№ 3 и 4 — по 32). № 1 был отпечатан в Финляндии, все последующие — в Париже. Тираж выпущенных номеров неизвестен.
В № 1 редакцией была предложена структура журнала, которая оставалась неизменной и в последующих номерах: 1) Статьи по вопросам теории и истории анархизма; 2) Анархическое движение в России (Очерки и корреспонденции); 3) Анархическое движение на Западе (Америка), Востоке; 4) Обзор анархической литературы; 5) Заявления и заметки; 6) «Почтовый ящик».

## История
Во всех выпущенных номерах редакция издания постоянно вела полемику (с антисиндикалистских позиций) c газетами «Буревестник», «Хлеб и Воля». Окончательная позиция редакторов по этому вопросу была сформулирована в публикации Аскарова «По поводу одной статьи»: «Для нас профессиональные организации являются органами только для защиты временных интересов, <…> и никогда [профорганизации] не смогут выйти из этих границ, чтобы стать органами социальной революции».
Вместе с тем Аскаров принадлежит к той категории антисиндикалистов, которые в критике своих политических оппонентов не заходили настолько далеко, как экстремистски настроенные братья Абрам и Иуда Гроссман. В серии опубликованных в «Анархисте» статей издатель журнала придерживался более умеренного подхода к концепции синдикализма. Аскаров проводил резкое разграничение между реформистскими тред-юнионами (профсоюзами) в Англии и Германии и революционными синдикатами во Франции — если первые ставили перед собой целью «слияние труда и капитала», то вторые являлись продолжателями радикальных традиций Первого интернационала.
В журнале также помещались статьи, посвящённые другим вопросам теории анархизма (особенное внимание уделялось аграрному вопросу и отношению к крестьянским выступлениям). Историческую ценность представляют опубликованные в издании материалы по истории развития российского и мирового анархического движения.